# Morgan York
Morgan York, född 18 januari 1993 i Burbank, Kalifornien, är en amerikansk skådespelare.

## Filmografi

### Film
- The Vest
- Cheaper by the Dozen
- The Pacifier
- Cheaper by the Dozen 2

### TV
- Sesame Street
- The Practice
- Life with Bonnie
- Hannah Montana

## Fotnoter
1. ↑  Internet Movie Database, IMDb-ID: nm1352341co0047972, läst: 11 januari 2016.[källa från Wikidata]